# فرودگاه هری استرن
فرودگاه هری استرن (به انگلیسی: Harry Stern Airport) یک فرودگاه همگانی بهره‌برداری هوایی با کد یاتا WAH است که یک باند فرود آسفالت دارد و طول باند آن ۱۵۵۴ متر است. این فرودگاه در کشور ایالات متحده آمریکا قرار دارد و در ارتفاع ۲۹۵ متری از سطح دریا واقع شده‌است.